# Micropanchax bracheti
Micropanchax bracheti és una espècie de peix de la família dels pecílids i de l'ordre dels ciprinodontiformes.

## Morfologia
Els mascles poden assolir els 3 cm de longitud total.

## Hàbitat
És un peix d'aigua dolça, bentopelàgic i de clima tropical.

## Distribució geogràfica
Es troba a Àfrica: nord de Togo.

## Vida en captivitat
És molt difícil de mantindre'l en un aquari.

## Observacions
És inofensiu per als humans.